# 이충초등학교
이충초등학교(二忠初等學校)는 대한민국 경기도 평택시에 있는 공립 초등학교이다.

## 연혁
- 1997.03.01 이충초등학교 12학급 인가
- 1997.03.07 병설유치원 1학급 개원
- 1997.06.05 이충초등학교 개교기념일
- 1997.12.08 4층 8개 교실 증축
- 1998.03.23 학교 급식 실시
- 2002.12.31 18개 교실 증축
- 2012.03.01 제6대 최동식 교장 부임
- 2013.02.15 제15회 졸업-졸업생 260명(졸업생 총수 3634명)
- 2013.03.01 38학급 편성(병설유치원4학급, 도움반 1학급)
- 2014.02.14 제16회 졸업-졸업생 209명(졸업생 총수 3843명)
- 2014.03.01 제7회 이규역 교장 부임
- 2014.03.01 38학급 편성(병설유치원4학급, 도움반 1학급)
- 2015.02.13 제17회 졸업-졸업생 190명(졸업생 총수 4033명)
- 2015.03.01 37학급 편성(병설유치원 4학급, 도움반 1학급)
- 2015.09.01 제8대 고효순 교장 부임